# Upton Park F.C.
Upton Park Football Club var en amatørfodboldklub fra Upton Park i London, der eksisterede i slutning af 1800-tallet og begyndelsen af 1900-tallet. Klubben var en af de 15, der deltog i den første FA Cup-turnering i 1871-72. Klubben repræsenterede Storbritannien i fodboldturneringen ved de olympiske lege i 1900 i Paris, hvor den vandt guldmedalje.

## Historie
Upton Park FC blev grundlagt i 1866 og var blandt de 15 deltagende hold i den allerførste udgave af FA Cup'en i 1871-82. Holdet vandt aldrig turneringen men nåede kvartfinalerne fire gange. Upton Park vandt til gengæld den første udgave af London Senior Cup i 1882-83. Klubben var en ren amatørklub, men den var medvirkende til at igangsætte legalisering af professionel fodbold, idet den klagede over at Preston North End FC betalte sine spillere efter de to hold mødtes i FA Cup'en i 1884. Preston North End blev diskvalificeret, men episoden fik FA til at tage sagen op. Og efter at flere klubber truede med at forlade forbundet, acceptede FA at tillade professionelle spillere året efter.
Klubben lukkede i 1887 men blev gendannet fire år senere. I 1892 var den med til at grundlægge Southern Alliance, en tidlig liga for hold fra Sydengland, men sluttede sidst i ligaen med kun én sejr, da turneringen blev nedlagt inden slutningen af sæsonen 1892-93.
Upton Park repræsenterede Storbritannien i fodboldturneringen ved de olympiske lege i 1900 i Paris. Holdet vandt turneringen vde at besejre USFSA XI, der repræsenterede Frankrig, med 4-0. Der blev ikke overrakt guldmedaljer til holdet ved legene, eftersom fodbold kun var demonstrationssportsgren. Efterfølgende har IOC imidlertid med tilbagevirkende kraft tildelt guldmedaljer til holdet. Holdet spillede om i en 2-3-5-formation med følgende spillere:
J. H. Jones; Claude Buckenham, William Gosling; Alfred Chalk, T. E. Burridge, William Quash; Arthur Turner, F. G. Spackman, J. Nicholas, James Zealley, A. Haslam (captain)
Målscorerne var Nicholas (2), Turner og Zealley.
På trods af den åbenlyse lighed med navne på stadionet Upton Park (officielt kendt som Boleyn Ground) har klubben ingen forbindelse med stadionet og spillede der aldrig. Og der var kun få formelle forbindelser mellem Upton Park FC og West Ham United FC, der dengang spillede under navnet Thames Ironworks FC, selvom nogle spillere spillede for begge hold. Derudover tiltra Upton Parks hjemmekampe i West Ham Park mange tilskuere, hvilket måske har påvirket Thames Ironworks' beslutning om at flytte til området fra Canning Town, hvor fodbold ikke var lige så populært.
Upton Park fortsatte med at spille indtil 1911. Upton Park Trophy, som er den årlige kamp mellem ligamestrene på Guernsey og Jersey, er opkaldt efter Upton Park-holdet i anledning af dets 10. årlige turne på øerne i 1906.

## Kendte spillere
Klubben kendteste spiller er Charles Alcock, som senere blev formand for The Football Association, Alfred Stair, som var dommer i en FA Cup-finale, Segar Bastard, som spillede på Englands fodboldlandshold, og Charlie Dove, en af de første førende spillere på Thames Ironworks. Upton Park fostrede yderligere to engelske landsholdsspillere, Clement Mitchell og Conrad Warner. Percy Buckenham, som spillede på det olympiske hold i 1900, spillede også på Englands cricketlandshold.